# سوگل قلاتیان
سوگل قلاتیان (زادهٔ ۱۰ اسفند ۱۳۶۴) بازیگر سینما و تلویزیون، و نیز کارگردان و بازیگر تئاتر اهل کشور ایران است.

## آثار

### سینما
| سال  | نام            | کارگردان       | نقش   |
| ---- | -------------- | -------------- | ----- |
| ۱۳۸۹ | سیب و سلما     | حبیب‌الله بهمنی |       |
| ۱۳۸۹ | خیابان‌های آرام | کمال تبریزی    |       |
| ۱۳۹۲ | طبقه هساث      | کمال تبریزی    | زری   |
| ۱۳۹۳ | دوران عاشقی    | علیرضا رئیسیان | زهره  |
| ۱۳۹۴ | تیک آف         | احسان عبدی‌پور  |       |
| ۱۳۹۵ | ایستگاه اتمسفر | مهدی جعفری     |       |
| ۱۳۹۶ | شاه کش         | وحید امیرخانی  | مارال |
| ۱۳۹۸ | پیله آهنی      | آرمین ایثاریان |       |

### تلویزیون
| سال  | نام       | کارگردان      | نقش             |
| ---- | --------- | ------------- | --------------- |
| ۱۳۸۹ | همچون سرو | بیژن بیرنگ    |                 |
| ۱۳۹۴ | در حاشیه  | مهران مدیری   | مسئول سونوگرافی |
| ۱۳۹۶ | لیسانسه‌ها | سروش صحت      | لاله            |
| ۱۳۹۸ | شرایط خاص | وحید امیرخانی | آسیه            |

### نمایش خانگی
| سال  | نام       | کارگردان           | نقش  |
| ---- | --------- | ------------------ | ---- |
| ۱۴۰۰ | میدان سرخ | ابراهیم ابراهیمیان | لیلی |

### فیلم کوتاه
| سال  | نام     | کارگردان | نقش |
| ---- | ------- | -------- | --- |
| ۱۴۰۰ | زولپیدم |          |     |

### تئاتر
- پروانه‌های غمگین من در یک صبح دل‌انگیز بهاری
- اورستیا
- به خاطر یک مشت روبل
- خدای کشتار
- مرغ دریایی
- دایی وانیا
- پپرونی برای دیکتاتور
- بانویی از اسلو
- یک روز تابستانی